# Nghiêm Thẩm

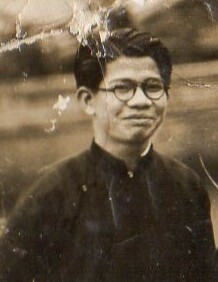
Nghiêm Thẩm năm 1941

Nghiêm Thẩm (嚴審, 1920 – 1982) là giáo sư, nhà nghiên cứu khảo cổ người Việt Nam.

## Thân thế
Ông sinh ngày 13 tháng 5 năm 1920, tại huyện Đông Anh, tỉnh Phúc Yên (về sau thời kỳ 1946-1954 đổi thành quận Đông Anh thuộc tỉnh Vĩnh Phúc Yên, ngày nay gọi là huyện Đông Anh thuộc thành phố Hà Nội). Ông là con thứ năm của cụ Nghiêm Hoàn Luyến (嚴環戀), người làng Hòa Xá, phủ Ứng Hòa, tỉnh Hà Đông. Bác ruột của ông là Nghiêm Châu Tuệ (嚴珠慧), từng đỗ Phó bảng khoa thi Tân Sửu 1901, đồng khoa với Tiến sĩ Ngô Đức Kế và các phó bảng Nguyễn Sinh Huy và Phan Chu Trinh tức Phan Tây hồ.
Hai người anh của ông về sau cũng là những giáo sư, chính khách nổi tiếng của Việt Nam Cộng hòa là Nghiêm Đằng (anh thứ 3), nguyên Phó viện trưởng Học viện Quốc gia Hành chánh và Nghiêm Mỹ (anh thứ 4), từng là Đại sứ Việt Nam Cộng hòa ở Malaysia, Jordan và New Zealand).

## Sự nghiệp
Thuở nhỏ, ông học ở Hà Nội. Sau khi tốt nghiệp Trung học, ông du học tại Pháp, theo học ngành bảo tàng (de Maséologie) tại Đại học Louvre (École du Louvre, Paris).
Năm 1956, ông về nước làm việc tại Viện Khảo cổ Sài Gòn. Ông được ủy nhiệm khai quật di tích lịch sử Óc Eo (Ba Thê, An Giang), một di sản văn hóa vô cùng quý giá của nền văn minh tối cổ, cũng như dẫn nhiều đoàn khảo cổ văn hóa trên khắp Nam Việt Nam.
Tháng 9 năm 1961, ông được bầu làm thành viên Hội đồng điều hành khóa 10 của Hội Tiền sử Viễn Đông (Far Eastern Prehistory Association - FEPA). Cũng trong năm này, ông được mời làm giáo sư ngành nhân chủng học tại Đại học Văn khoa Sài Gòn và Trường Quốc gia Cao đẳng Mỹ thuật Gia Định.
Năm 1964, ông giữ chức Giám đốc Viện Khảo cổ Sài Gòn. Cũng trong năm này, Đại học Vạn Hạnh được thành lập và ông được mời làm giáo sư ngành Thẩm mỹ học. Ông cũng được mời làm cố vấn trong việc kiến tạo kiến trúc chùa Vĩnh Nghiêm.
Năm 1966, khi trường Đại học Chiến tranh Chánh Trị được thành-lập ở Đà lạt, Gs Nghiêm Thẩm đã phụ trách môn nhân chủng học ngay từ khóa đầu tiên của trường. hai năm sau, tức năm 1968, ông được bổ nhiệm kiêm chức Quản thủ Viện Bảo tàng Quốc gia Sài Gòn. Năm 1969, ông là Ủy viên Ủy ban Khoa học Nhân văn của Hội đồng Quốc gia Khảo cứu khoa học Việt Nam Cộng hòa. Ngày 23 tháng 4 năm [[1975, ông còn là một trong 3 thành viên ban giám khảo kỳ thi Cao học Nhân văn cuối cùng của Việt Nam Cộng hòa.(Buổi thuyết-trình được ấn-định vào ngày nói trên, nhưng vì biến-cố 30/04 đột xuất nên buộc phải dời lại vào ngày 12 tháng 05 năm 1975).Ông đã từng được Hà nội tiếp cận hai lần: lần 1 tại Khách sạn Majestic Saigon, đường Đồng Khởi, với Lê Duẩn, sau ngày "giải phóng"Sự kiện 30 tháng 4 năm 1975 và lần 2, ít lâu sau đó với Phạm Huy Thông, bộ trưởng thông tin kiêm giám đốc khảo cổ Hà nội. Một số trí thức miền Nam bị Lê Duẩn dụ dỗ hoạt động cho Cách Mạng, như Cao Minh Chiếm, Ngô Bá Thành(Phạm thị Khánh Vân), Phạm Văn Huyến, Tôn Thất Dương Kỵ (gs Marỉe Curỉe),v.v Cao
minh Chiếm, Phạm văn Huyến, Tôn thất dương kị bị chánh quyền Việt Nam Cộng Hòa trục xuất ra Bắc năm 1965 qua Cầu Hiền Lương, trên Sông Bến Hải, vĩ tuyến 17. Điều mà Nghiêm Thẩm không hiểu, hay không muốn hiểu, trong chế độ Cộng Sản, tất cả những của cải thuộc về đất đai đều là tài sản của Nhà Nước (như khai quật di tích khảo cổ), khác chế độ tự do, chúng thuộc về chủ nhân công trình (nhà khảo cổ, không cần kiểm kê, khai báo). Trừ phi những cồ vật là mua được từ tư nhân hay các tiệm buôn đồ cổ (như trường hợp Dương Văn Minh lúc xuất cảnh được phép mang theo).
Sau 30 tháng 4 năm 1975, ông không lưu vong như đa số các trí thức chế độ cũ (trong đó có hai người anh Nghiêm Đằng và Nghiêm Mỹ)
có lẽ vì ông quan niệm mình chỉ là chuyên gia không dính líu gì tới chính trị như trường hợp hai người anh (xin đình chính, GS Nghiêm    
Đằng nguyên phó Viện trưởng Học Viên Quốc Gia Hành Chính Sài gòn đã xuất cảnh đầu thập niên 70's, được mời làm gs thỉnh giảng Đại Học
Honolulu, sau đó là Đại Học Green Bay, Wisconsin, trước khi qua sống ở Pháp. Nghiêm Mỹ, xuất thân là nha sỹ, sau khi mãn nhiệm đại sứ tại
Wellington, New Zealand, đã cùng gia đình qua sống tại Australia, Úc. Sau đó, ông vẫn tiếp tục được mời giảng dạy tại Đại học Tổng hợp thành phố Hồ Chí Minh. Ông cũng phụ trách giảng dạy tại Viện Đại học Vạn Hạnh.
Ông bị giết vào năm 1982, trong một vụ cướp tại tư gia số 29/27 Nam Kỳ Khởi Nghĩa, phường 8, Quận 3, Thành phố Hồ Chí Minh, để lại nhiều công trình nghiên cứu nhân chủng và khảo cổ quý báu cho đời sau. Cũng xin
lưu ý độc giả, đây không phải là một vụ án hình sự (cướp của giết người) đơn thuần, mà đằng sau có động cơ chính trị nữa.

## Đời tư
Ông từng 3 lần lập gia đình:
- Người đầu tên là bà Gerda Meta Nielsen, một nghệ sĩ phong cầm người Đan Mạch. Hai người quen nhau lúc ông học bên Pháp, và có với nhau một con gái tên là Đan Tuyết Thẩm Nghiêm (tên đầy đủ là Ester Bondo Đan Tuyết Thẩm Nghiêm), sanh năm 1956.
- Người thứ hai là người Việt, tên Bích, có bằng Cao học Dược khoa. Có hai con.
- Người thứ ba là một nữ sinh viên của ông.

Ông được đánh giá là một người có phong cách giản dị, thường sử dụng phương tiện xe đạp để đi làm, dù lương giáo sư bấy giờ rất cao.

## Tác phẩm
- "Tôn giáo của người Chăm ở Việt Nam", Quê-hương bộ 2 tập I, tháng 4/1962, tr. 108-123. (tài liệu tham-khảo đã được Pierre Bernard Lafont nhắc lại trong "Contributions à l'ètude des structures sociales des Chams du Việt-nam", Bulletins de l'Ecole francaise d'Extreme-Orient, No 1/volume 52,p157 - p171, 1964).
- "Sơ lược về các kho tàng chứa bảo vật của các vua Chăm", "Việt-nam khảo-cổ tập san', số 1, 1960, Saigon[6] Tham khảo bổ-túc cùng tác-giả Văn-hóa Nguyệt-san, số 56, trang 1359-1366, 1960 và Văn-hóa Nguyệt -san, số 57, trang 1567-1575, 1960 "Đi thăm kho tàng các vua Chăm".
- "Esquisse d'une étude sur les interdits chez les Vietnamiens" (tiếng Pháp), Ministere de la culture et de l'éducation la République du Vietnam, 1965, 240 trang. Tủ sách Viện Khảo Cổ (trích đoạn: "le nom d'une personne fait partie integrante de son individu. On doit ménager ces noms individuels comme si l'on a affaire avec la substance precieuse et sacree qu'est l'âme.(tr.74)" [tham khảo bổ túc "Interdits concernant les noms imperiaux sous le règne des Nguyễn" Tạ quang Phát, tập san khảo cổ 4, Saigon, 1966, pp 52–84].
- "Tương quan giữa Sử địa và Nhân chủng học", Tập san Sử địa cuốn 1, th.1,2,3, 1966.
- "Công trình sư Trần Văn Học", Tạp chí Văn hóa, số 61, 1962.
- "Tìm hiểu đồng bào Thượng" Tạp chí Quê-hương, số 31, giêng/1962, tr 130-150 Bản dịch tiếng Anh của Voth Donald E. "Seeking to understand the highlanders: the two tribal kingdoms of the viet namese Court in the past, king of Fire (Po Tau Pui) and King of Water(Po Tau Ea)". South-East Asia. An international quarterly, vol 1, pp335–363, 1971.Tham-khảo bổ-túc tu-liệu của ông Adhemar Leclere "Compte-rendus des seances de l'Academie des Inscriptions et Belles Lettres3903, vol 47, issue 4, pp 369-378. Bị vong lục của Công-sứ Pháp tại Cao-miên, Adhemar Leclere, phúc-trình Hiến-chương về việc sáng-lập một Đại thọ lâm Phật giáo "veah" (Vihara), ở Sâmbok (tỉnh Kratie), mà quốc vương Cao-miên Sauriyopor, gọi là "ngọ môn"(threa nokor)rong đó có nhắc đến các "Vua Lửa" (Hỏa xá) & "Vua nước" (Thủy xá) mà hai vương quốc Cao-miên và Ai-lao phải triều cống cứ ba năm một lấn (kèm theo danh sách dài các loại cống-vật), ngoài ra cón cam kết sẽ bảo-lãnh chu toàn việc hậu sự cho các tiểu vương Hỏa xá và Thủy xá nếu một trong hai vị này băng hà. Vihara (đại tòng lảm) Sâmbok, khoảng 10 kms bắc Kratíe (Kracheh), hay, Wat Phnom Sâmbok, dựa theo hiến chương này được sáng lập vào năm 1601. Bản phúc-trình của Công sứ Leclere được in bởi nhà Alphonse Picard & fils, libraires des archives nationales et de la Sociéte de l'École des Chartes, 82 rue Bonaparte, Paris 6.
- "Kĩ thuật Bảo tàng học và giáo dục căn-bản", 96 trang, UNESCO, Saigon, 1959 (dịch).
- "Persistence culturelle du substrat indonesien chez les Vietbamiens" (Sự tồn tại của bản chất Indonesien trong nền văn hóa Việt Nam) ngày 11 tháng 9 năm 1961.[7]
- Tờ trình về việc đi xem công tác xây cất hai ngôi đền tại Kalong và tại Sopmadronhay, để chứa bảo vật của các vua Chăm, và ghé thăm các Tháp Po Dam, tháp Phố Hài (Pajai), còn gọi Tháp Po Sah Inư trên Đồi Bà Nài và đền thờ vua Po Nrop (đồng tác giả với Lưu Quý Tân).
- Phúc trình việc đi tiếp nhận những tảng đá chạm tại trường tiểu học Tam Hiệp, quận Bến Tranh, tỉnh Định Tường.(chú giải: v/v những tảng đá chạm, yêu cầu bạn đọc nên tham khảo bổ túc ở Louis Malleret, "II. Pierres gravees et Cachets de divers pays du Sud-Est de l'Asie, trường Viễn Đông Bác Cổ, B.E.F.E.O, vol 51, issue 51-1, pp 99–116, 1963).
- R.Y. Lefebvre D'Argencé, Les céramiques à base chocolatée au musée Lous Finot de l'Ecole francaise d'Extrême-Orient à Hanoi.

∗ Ông cũng đã hướng dẫn nghiên cứu sinh Hàn Quốc tham khảo tư liệu về sự kiện cấm đạo thời Minh Mạng(1839), soạn thảo luận án "cấm đạo"  ở Hàn Quốc thời Yeongjo of Joseon Triều Tiên Anh Tổ.